# كريستيان راسموسن
كريستيان راسموسن (بالدنماركية: Christian Rasmussen)‏ (و. 1846 – 1918 م) هو فقيه لغوي، وقسيس، وعالم عقيدة، ومبشر من جرينلاند، والدنمارك، توفي عن عمر يناهز 72 عاماً.